# 飯田雄三
飯田 雄三（いいだ ゆうぞう、1953年7月31日 - ）は、日本中央競馬会（JRA）・栗東トレーニングセンターの元調教師。山口県出身。

## 来歴
酪農学園大学で馬術部に所属し、馬と接していくうちに競馬の世界に興味を持つようになりアルバイトで道営競馬のゲートや写真判定の係を担当した。大学馬術部の同期にのちに増本豊厩舎でともに働く鮫島一歩調教師がいる。
大学卒業後、牧場勤務を経て栗東トレセンの増本勇厩舎の厩務員となり、1977年11月から増本豊厩舎で調教助手を担当。1999年の高松宮記念優勝馬マサラッキなどの馬に携わった。
2000年にJRA調教師免許試験に合格し、翌2001年3月から厩舎を開業した。
2014年9月14日の阪神1Rの勝利でJRA通算200勝を達成。
2015年2月10日に行われた佐賀記念でマイネルクロップが勝ち重賞初勝利となる。続く3月29日のマーチステークスでもマイネルクロップが連勝しJRA重賞でも初勝利した。
2022年4月24日の福島7Rで勝利してJRA通算300勝を達成。
2024年3月5日をもって定年のため、調教師を引退した。

## 調教師成績

### 概要
|                | 日付          | 競馬場・開催   | 競走名     | 馬名               | 頭数 | 人気 | 着順 |
| -------------- | ------------- | -------------- | ---------- | ------------------ | ---- | ---- | ---- |
| 初出走         | 2001年3月11日 | 1回中京4日10R  | 野麦峠特別 | クラシックステージ | 12頭 | 4    | 11着 |
| 初勝利         | 2001年3月17日 | 1回中京5日11R  | 知多特別   | ゴールデンロドリゴ | 16頭 | 13   | 1着  |
| 重賞・GI初出走 | 2001年4月8日  | 2回阪神5日11R  | 桜花賞     | タケイチイチホース | 18頭 | 10   | 12着 |
| 重賞初勝利     | 2015年2月10日 | 21回佐賀3日10R | 佐賀記念   | マイネルクロップ   | 12頭 | 1    | 1着  |

## 主な管理馬
- クラウンリバー（2011年たんぽぽ賞[注 1]）
- マイネルクロップ（2015年佐賀記念、マーチステークス）
- アイアンテーラー（2018年クイーン賞）
- テイエムサウスダン（2019年兵庫ジュニアグランプリ、黒船賞、2021年テレ玉杯オーバルスプリント、兵庫ゴールドトロフィー、2022年根岸ステークス）
- ビーアストニッシド（2022年スプリングステークス）

## 主な厩舎所属者
- 上野翔（2004年-2006年 騎手）
- 緒方努（2013年-2022年 調教助手）
- 柴田未崎（2018年-2021年、2022年 騎手）